# 未定事件簿
『未定事件簿』（みていじけんぼ、Tears of Themis）は、miHoYoが開発・公開しているFree-to-playの乙女アドベンチャーゲーム。このゲームは、2020年7月にAndroidとiOS向けに簡体字中国語で中国大陸で最初にリリースされた。繁体字中国語版が2020年8月リリースされた。日本語、朝鮮語、英語を含むグローバル版が1年後にリリースされた。